# 2017 MB7
2017 MB7 — астероид в Солнечной системе, дамоклоид.
Он был впервые замечен 22 июня 2017 года американским автоматическим телескопом Pan-STARRS 1 системы Pan-STARRS, расположенным на вулкане Халеакала (Гавайи, США).
2017 MB7 обладает самой большой известной полуосью орбиты (1455 а.е.) после кометы C/2014 UN271 (6168,9 а.е.) и A/2020 M4 (5000 а.е.) и самым большим известным значением афелия (2906,08 а.е.) после C/2014 UN271 (12 336 а.е.) и A/2020 M4 (9994,3 а.е.), что превышает аналогичные значения у транснептуновых объектов 2012 DR30 (1333 а.е. и 2652,2 а.е.), 2014 FE72 (1315 а.е. и 2594,1 а.е.), A/2019 K6 (1499 а.е. и 2993 а.е.), A/2019 C1 (1089 а.е. и 2171 а.е), 2015 TG387 (1010 а.е. и 1955 а.е.) и (308933) 2006 SQ372 (1059 а.е. и 2094,31 а.е.). В перигелии 2017 MB7 находится в 4,456 а.е. от Солнца.
Объект обладает одним из самых больших значений эксцентриситета орбиты e=0,9969 (у 2015 ER61 e=0,9991, но он в 2016 году был классифицирован как комета C/2015 ER61 (PANSTARRS), у кометы C/2014 UN271 e=0,999646, у A/2020 M4 e=0,9988, у 2005 VX3 e=0,9974, у 2002 RN109 e=0,9956, у 2007 DA61 e=0,9944, у 2013 BL76 e=0,9929, у 2012 DR30 e=0,9901, у 2011 OR17 e=0,9879, у 2013 AZ60 e=0,9878, у 2010 BK118 e=0,9870, у 2016 FL59 e=0,9834, у 2014 FE72 e=0,9813).
Период обращения вокруг Солнца составляет ок. 55,5 тыс. лет. Плоскость орбиты (i) наклонена на 55,7197°. Астероид пересекает орбиты Юпитера, Сатурна, Урана и Нептуна.